# Угольная башня

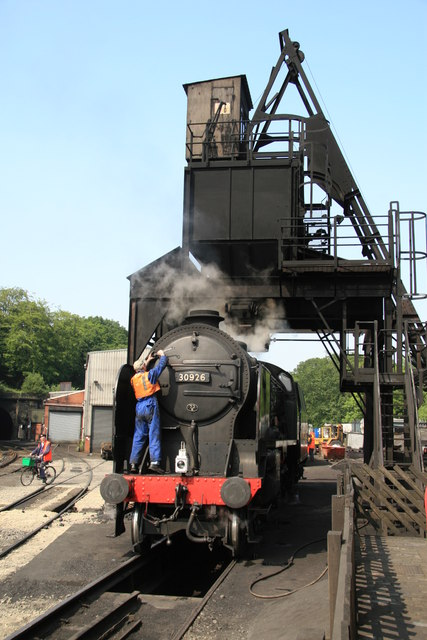
Стальная угольная башня в депо Grosmont Motive Power Depot, Соединенное Королевство.

Угольная башня или угольная станция — это сооружение, используемое для загрузки угля в качестве топлива в железнодорожные паровозы . Угольные башни часто располагались в депо тяги или ремонтных мастерских локомотивов. 
Угольные башни строились из дерева, железобетона или стали. Почти во всех случаях на угольных станциях использовался метод гравитационной подачи. Угольная башня состоит из одного или нескольких больших бункеров для хранения угля, поднятых на колоннах над железнодорожными путями, из которых уголь высвобождался, чтобы соскользнуть по жёлобу в тендер, ожидающего рядом или под башней, локомотива. Метод подъема насыпного угля в бункер для хранения был разным. Уголь обычно сбрасывали из хоппера в угольную яму под железнодорожными путями, примыкающую к башне. Из угольной ямы цепь с ковшами с приводом от двигателя (типа конвеера),  поднимала уголь на вершину башни, где он должен был сбрасываться в бункер для хранения, использовался также скип. На некоторых объектах поднимались целые железнодорожные вагоны или вагоны с углем. Пескоструйные трубы часто устанавливались на угольных башнях, чтобы можно было одновременно пополнять ящик с песком локомотива.
Когда в 1950-х годах железные дороги перешли от использования паровозов к использованию тепловозов, потребность в угольных башнях отпала. Многие железобетонные башни остаются на месте, если они не мешают работе из-за высокой стоимости сноса этих массивных конструкций.

## Галерея

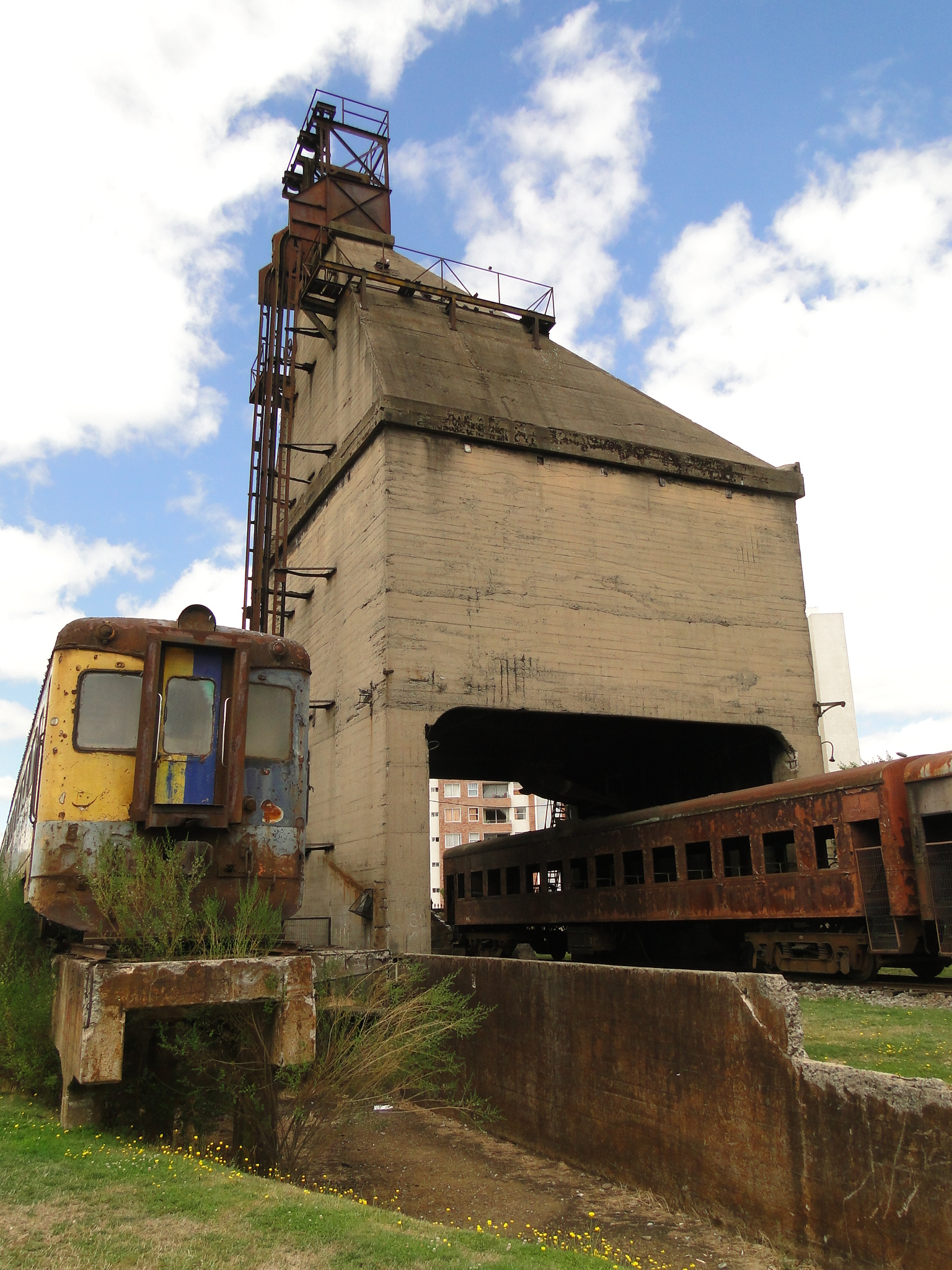
Темуко, Чили
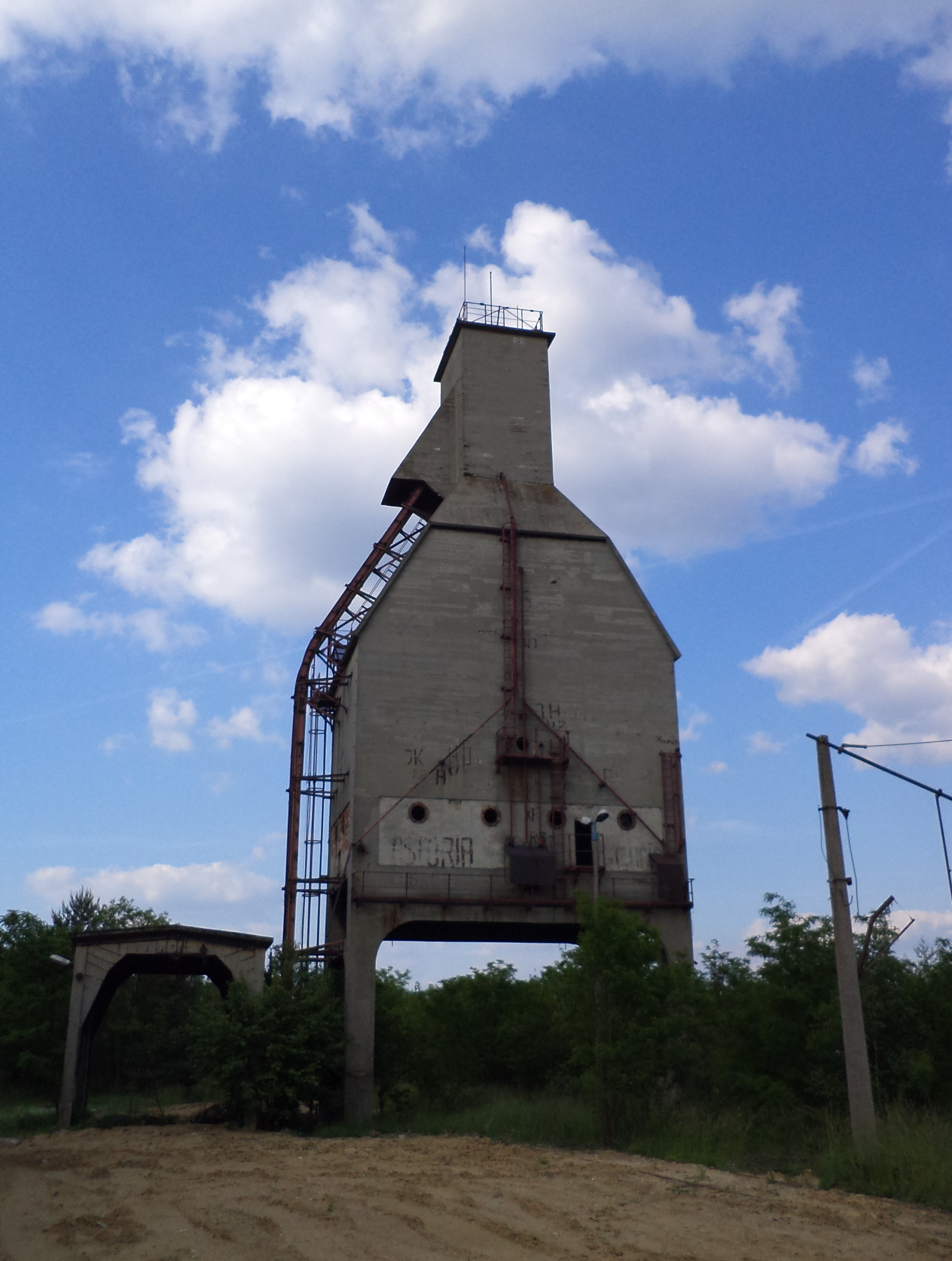
Тарновске-Гуры, Польша
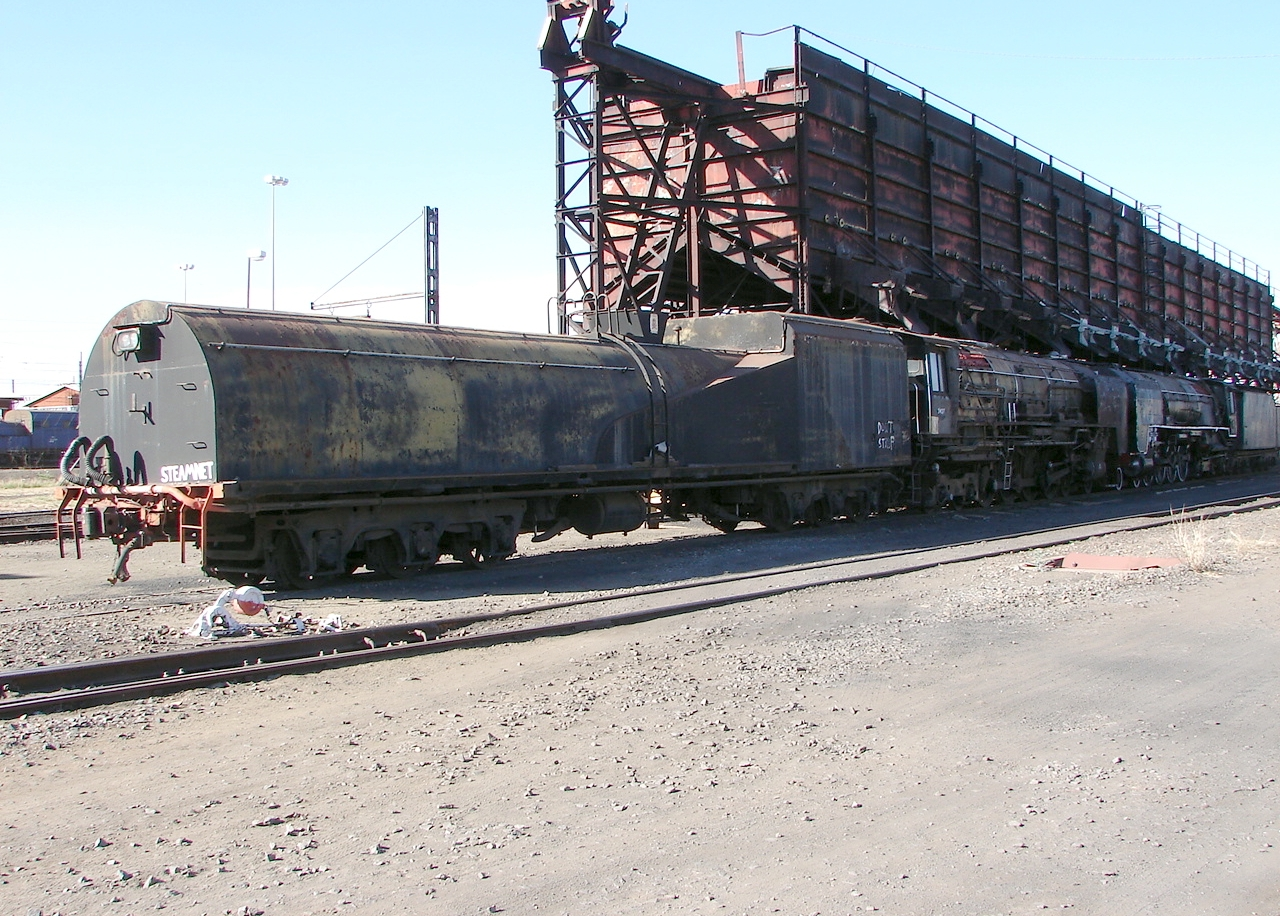
SAR Class 25NC 3437 (4-8-4) на угольном этапе в Биконсфилде, ЮАР
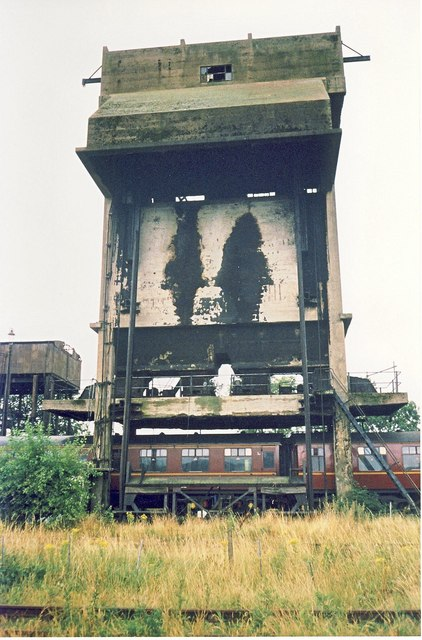
Карнфорт, Великобритания
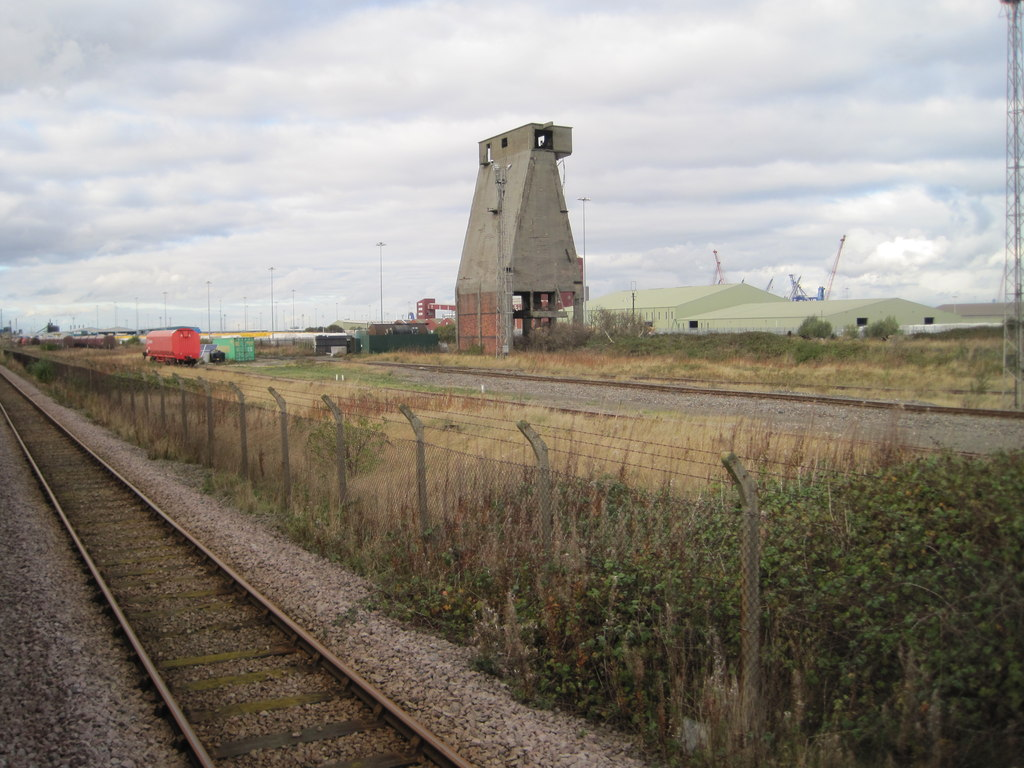
Иммингем, Великобритания
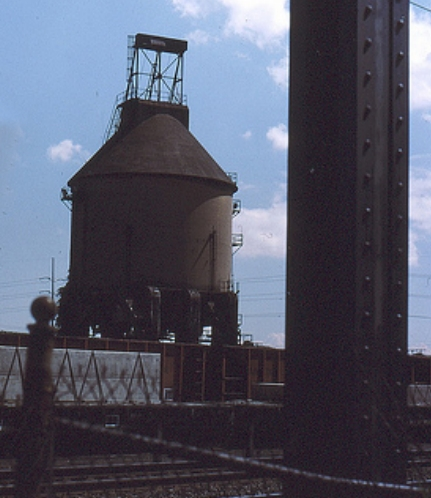
Сидар-Хилл-Ярд, Коннектикут
Блюфилд, Западная Вирджиния
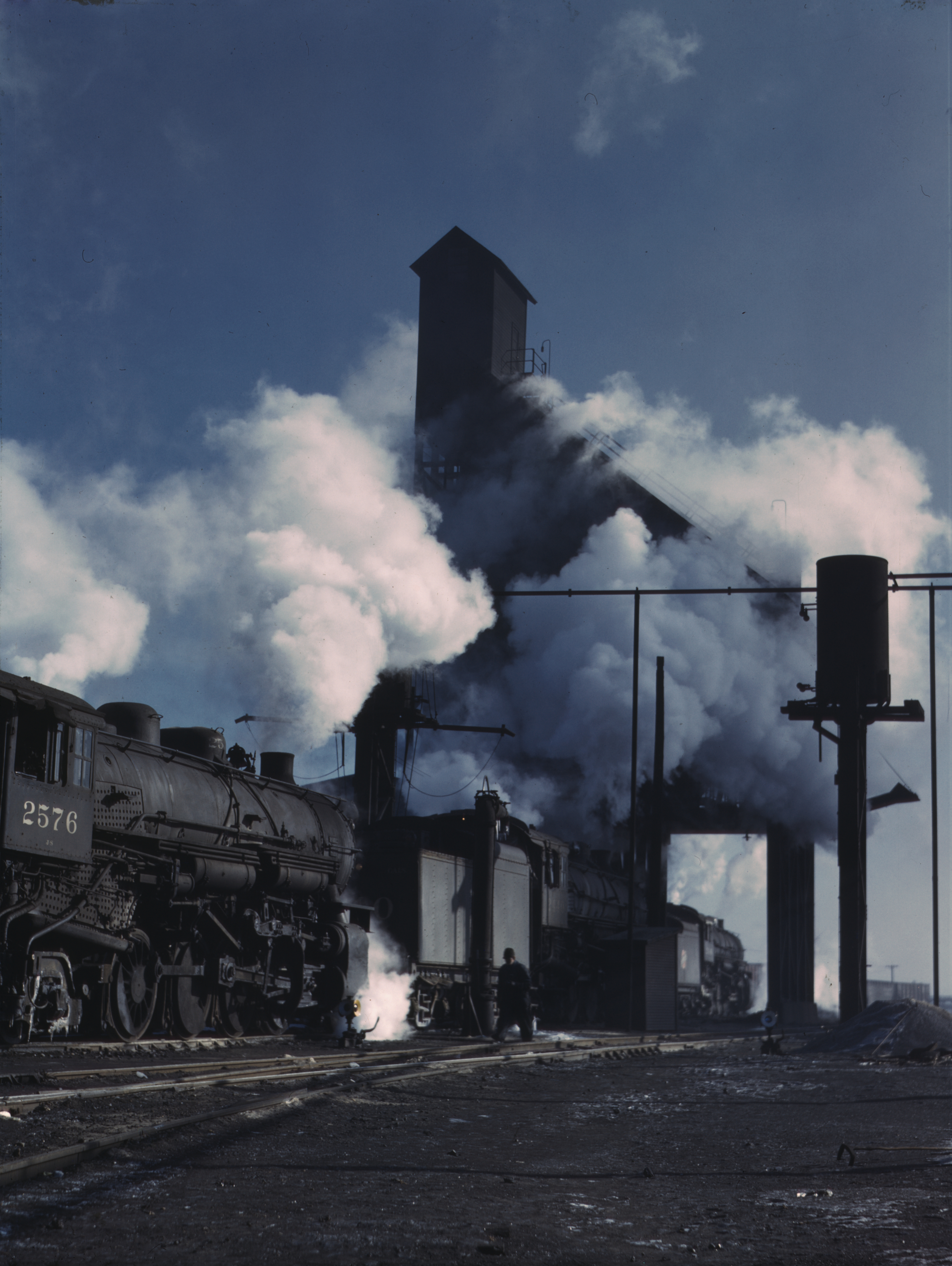
Локомотив 2576 над золоотвалом на развязке и угольной станции на станциях Чикаго и Северо-Западной железной дороги, Чикаго, Иллинойс (снесен)
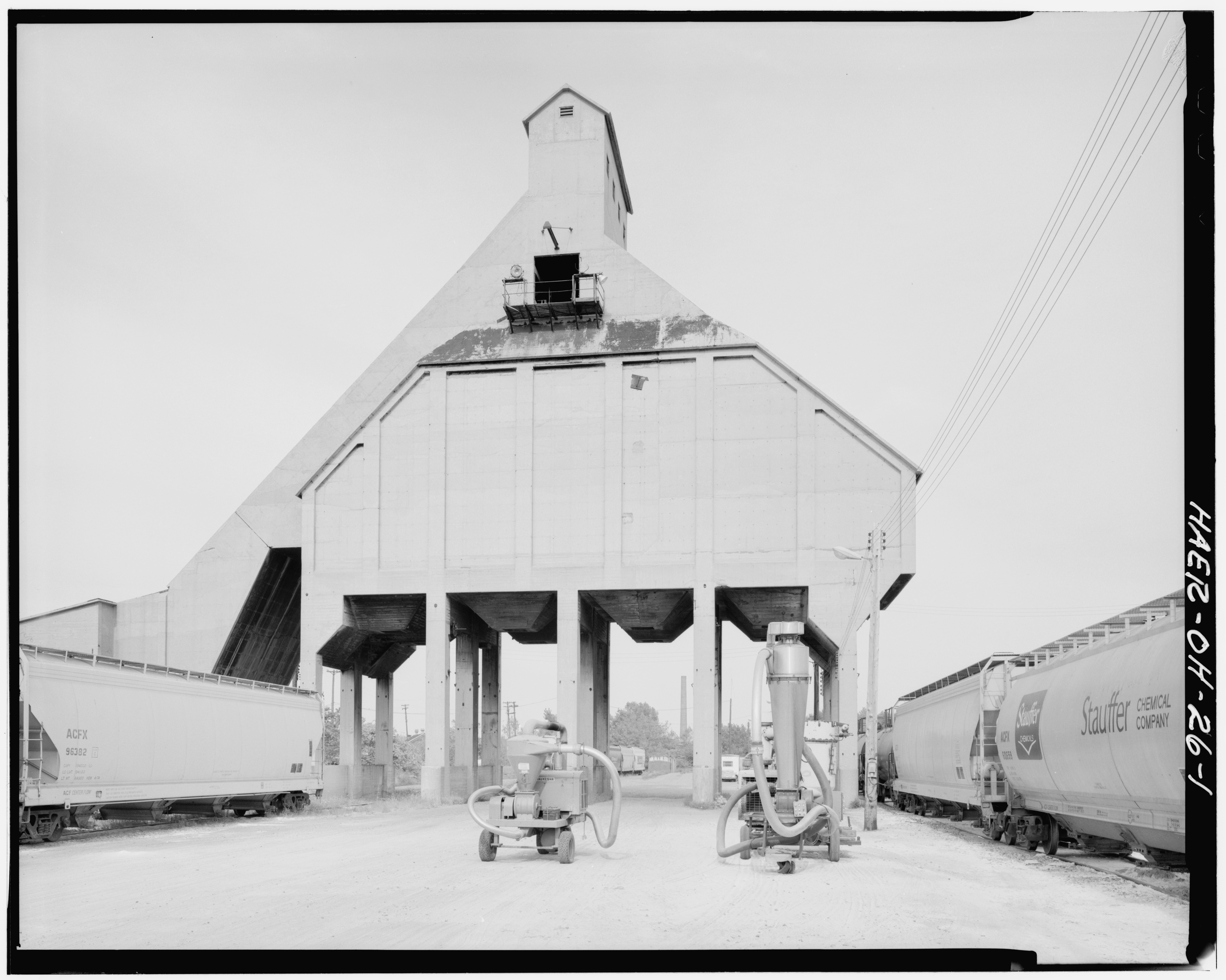
Коллинвуд-Ярд, Кливленд, Огайо (снесен)
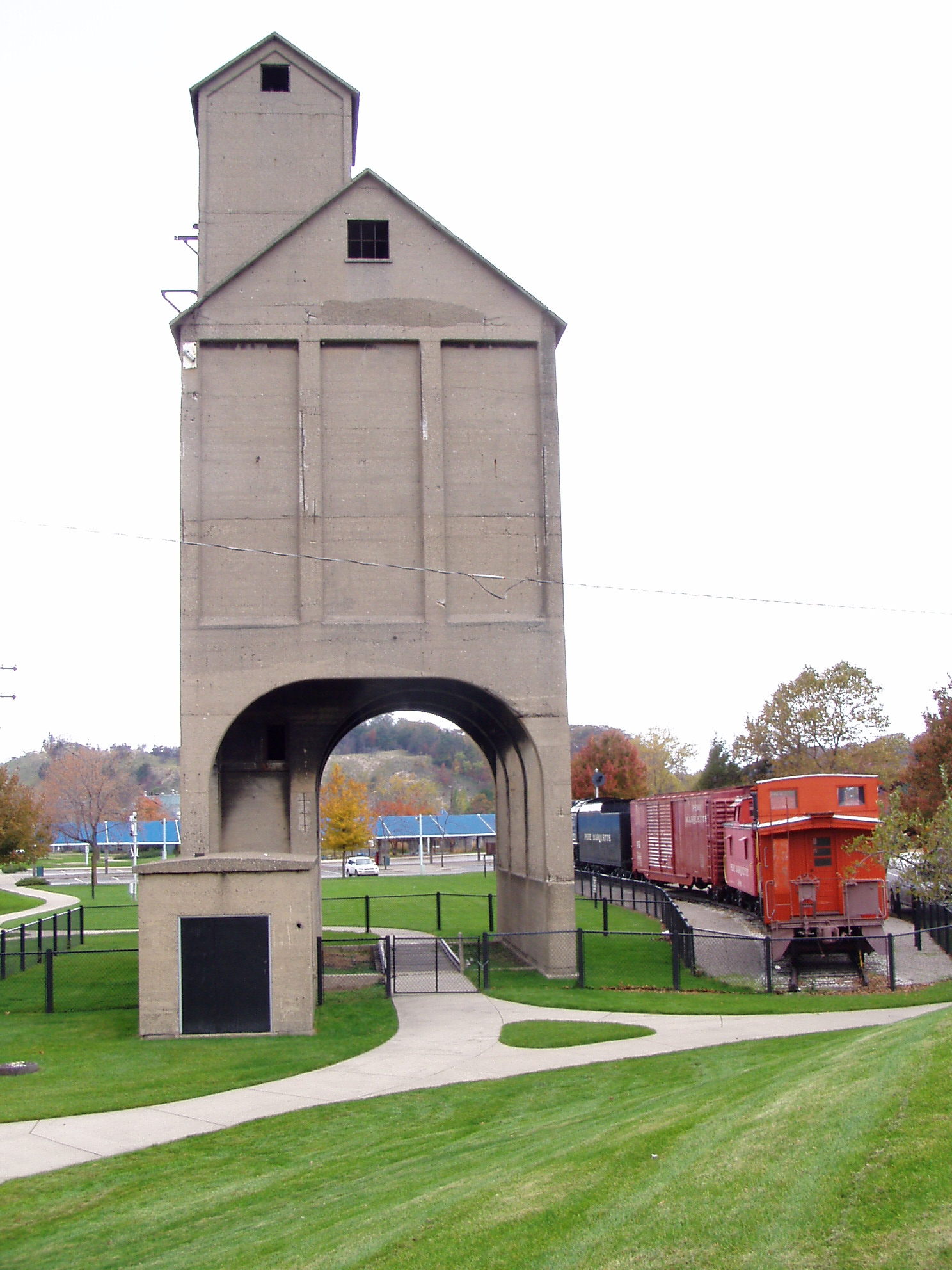
Угольная башня Grand Trunk Western, Гранд-Хейвен, Мичиган